# Kostel svaté Máří Magdaleny (Olešnice v Orlických horách)
Kostel svaté Máří Magdaleny je římskokatolický filiální kostel v obci Olešnice v Orlických horách, na vrcholu kopce nad náměstím. Ke kostelu je zajímavý přístup krytým schodištěm. Je chráněn jako kulturní památka České republiky.

## Historie
Barokní kostel z roku 1705, postavený Kašparem Klinkertem z Kladské Bystřice, stojí na místě původního dřevěného kostelíku z 15. století. Roku 1861 byl postaven znovu po požáru.

## Okolí kostela
Kolem kostela se nachází hřbitov.
bohoslužby se konají pouze jednou měsíčně a to druhou neděli v 11.00 ( www.bihk.cz )

## Galerie

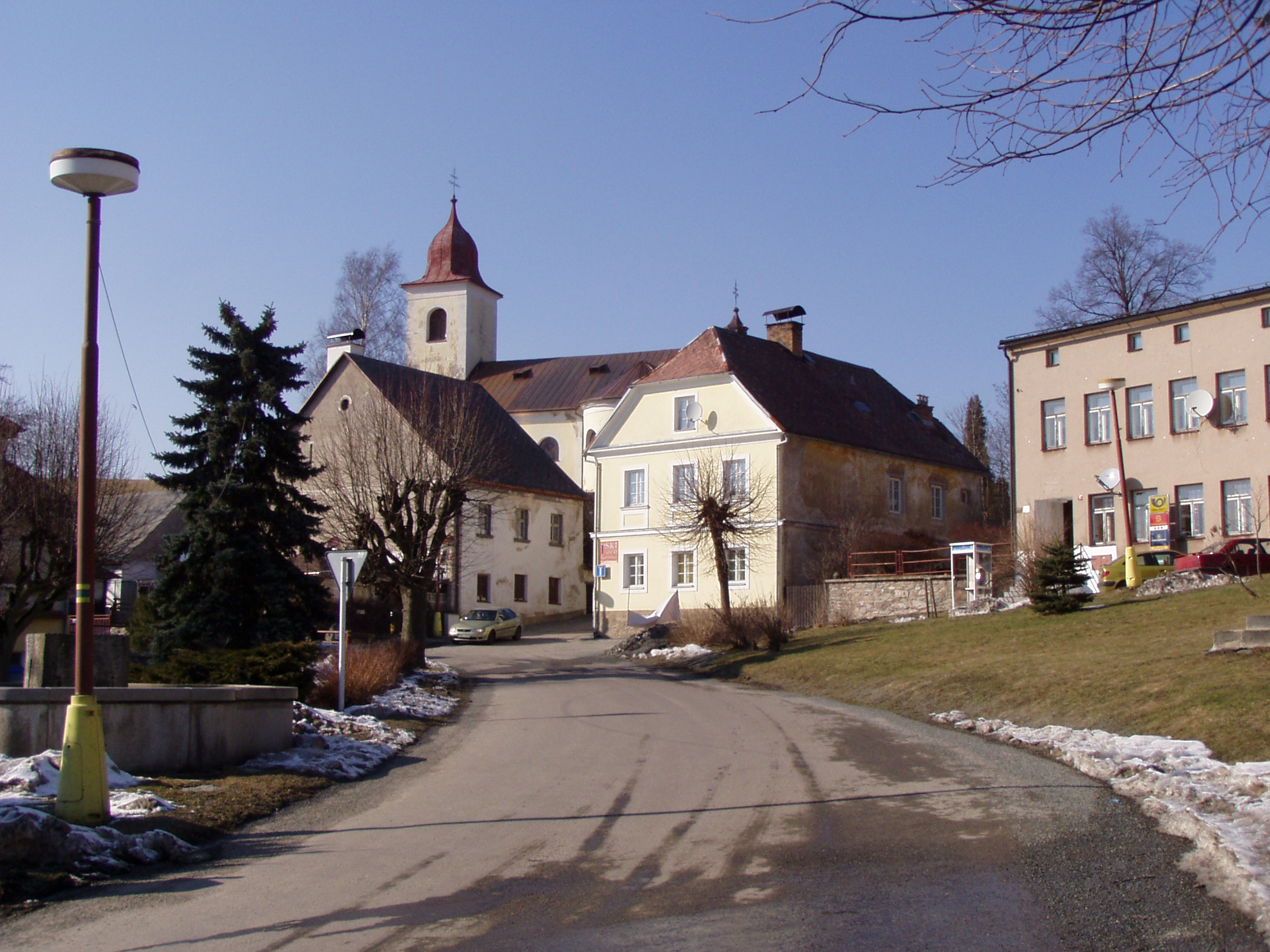
Kostel od náměstí
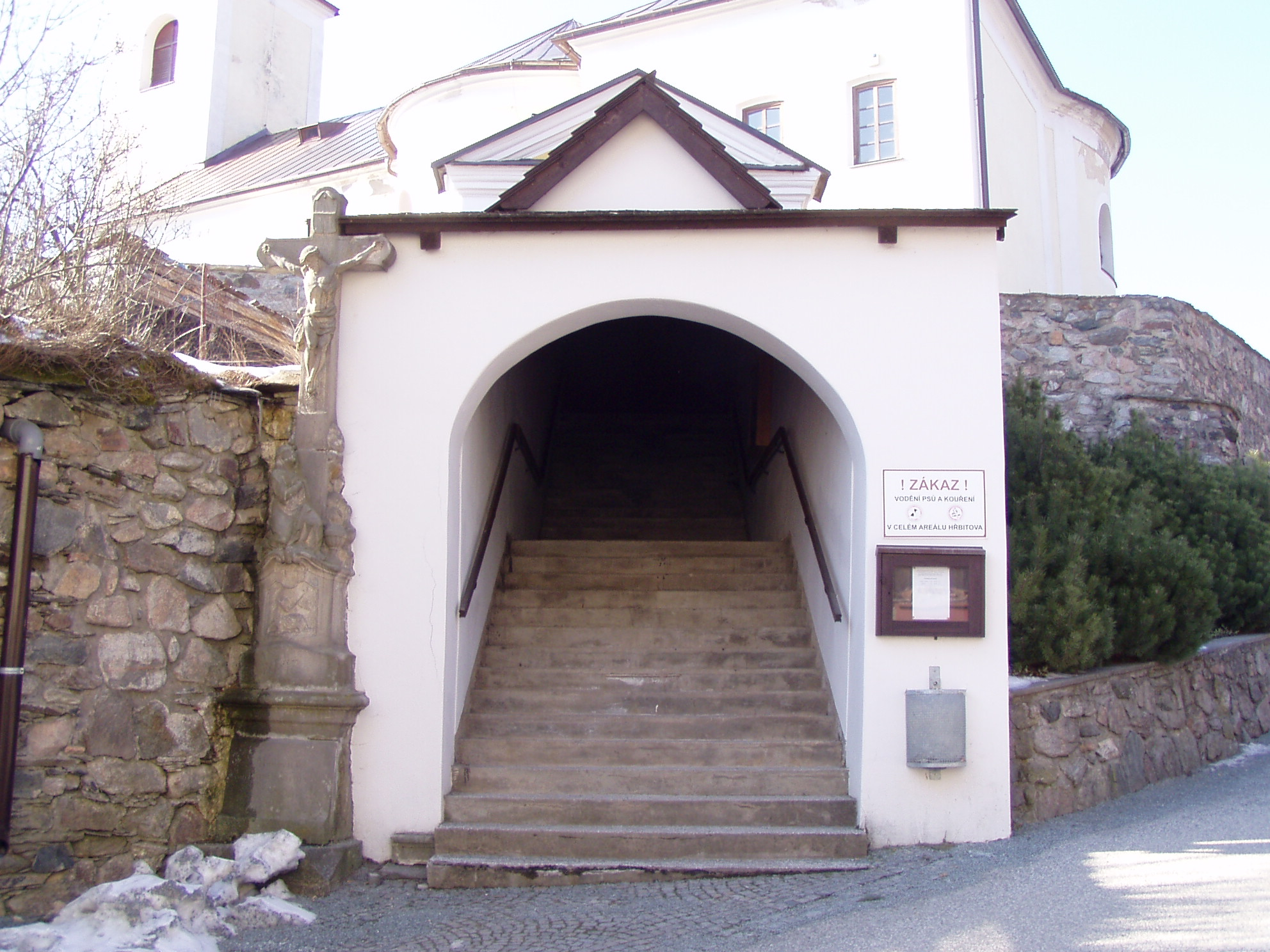
Kryté schodiště ke kostelu